# Monorfalva
Monorfalva, 1912-ig Monor (románul: Monor, németül: Mindendorf, szász nyelven Mindendref) falu Romániában, Erdélyben, Beszterce-Naszód megyében.

## Fekvése
Szászrégentől 22 km-re északra, a Lúc-patak partján fekszik. A község területéből 4729 hektár erdő, 3657 legelő és 1740 rét.

## Nevének eredete
Először 1319-ben, Monor alakban említették. Nevét azért változtatták meg, hogy megkülönböztessék a Budapest környéki Monortól.

## Története
1242 után szászokkal telepítették újra. 1594-ben románok lakták.
1762-ig Kolozs vármegyéhez tartozott, akkor a Naszódi határőrezredhez csatolták. Szentiváni Mihály így írt róla 1837-ben: „Birtokuk tulajdonképp a fiskusé, de mint sajátjokot, úgy bírják, senki tőlek el nem veszi, mívelésén eléggé igyekeznek, de határuk soványocska. Oskola a faluban kettő, falusi (trivium) és katonai (Divisions- vagy Nationalschul), abban csak télben a kántor által, itt nyárban is rendes tanító által foly a tanítás, írás, olvasás, számvetésre. A falusi oskolából többnyire feljebbvitelként mennek a gyermekek a katonaiba.”
1841-ben hetivásárok és tavasszal és ősszel évi két országos vásár tartására nyert szabadalmat, ami a környék gazdaság központjává tette. 1861-ben, a határőrezred polgárosítása után Naszód vidékének egyik járásának székhelyévé tették. Ferenc József 1861. augusztus 27-i rendelete kivonta a határőrök felállítandó vagyonközösségéből és úgy tekintette, mint volt jobbágyfalut, amelyben a korcsmáltatás és az erdőhasználat joga visszaszáll a militarizálás előtti földbirtokosokra. 1865-ben azonban egy határőrdelegáció Bécsben elérte, hogy a monori javak ideiglenesen továbbra is a volt határőröket illessék. 1866-ban nem igazolták az erdélyi országgyűlésre képviselőként megválasztott Grigore Moisil mandátumát, mivel nem tudott magyarul. 1876-ban Beszterce-Naszód vármegyéhez csatolták.
1883. július 30-án egykori birtokosainak örököse, a Kemény család beperelte a határában található erdőbirtokok miatt. 1890. január 10-én a besztercei törvényszék erdőit a lakosoknak ítélte, viszont kártérítés megfizetésére kötelezte őket.
Határában eladásra is fejtettek követ. 1895-ben Monoreana néven népbankot alapítottak a faluban. 1906-ban kisközségből nagyközséggé alakult. 1942-ben tőle északnyugatra kellett megépíteni a Szeretfalva–Déda-vasútvonal leghosszabb alagútját.

## Népessége
- 1900-ban 1320 lakosából 1303 volt román nemzetiségű; 1280 görögkatolikus és 27 ortodox vallású.
- 2002-ben 995 lakosából 939 volt román, 50 cigány és 6 magyar nemzetiségű; 976 ortodox és 6 római katolikus vallású.

## Látnivalók
- Iszapvulkánok (két hektáros természetvédelmi terület).
- Falumúzeum.

## Híres emberek
- Itt született 1891. március 6-án Aurel Filimon etnográfus.
- Itt született 1925. április 22-én Teodor Tanco író.

## Gazdaság
- Carmolact tejipari vállalat.[10]